# ارغلی
ارغلی (به ترکی استانبولی: Ereğli) شهری است در کشور ترکیه که در استان قونیه واقع شده‌است. جمعیت این شهر بر اساس سرشماری سال ۲۰۰۸ میلادی ۹۳٬۱۶۱ نفر و بر اساس برآوردهای سال ۲۰۰۹ میلادی ۹۵٬۰۵۸ نفر می‌باشد.